# Brand-new Junction
K-MIX Brand-new Junction（ケイミックス・ブランニュー・ジャンクション）は、静岡エフエム放送 （K-MIX）が放送していたラジオ番組（情報番組）である。

## 概要
- 放送内容は、中日新聞提供によるヘッドラインニュース（中日新聞ニュース）を始め、道路交通情報や気象情報・イベント情報・駿河湾フェリーの運航情報などが主体となる。
- 8:00 - 8:17は、TOKYO FM「クロノス」のコーナー3番組を内包・同時ネットする。
- アナウンサーがパーソナリティ並びにディレクター業務を兼ねるワンマン放送である[1]。
- 放送開始当時は、K-MIXの女性アナウンサー全員が曜日毎に出演していた。
- 2011年4月より、番組開始以来初めて男性パーソナリティが出演する。
- 正月三が日は番組が休止される。かつてはJFNから番組を受けていた。
  - 2007年1月1日、2日は特別番組、1月3日には「ユミコーリン」を主体にした新春特番「GO GO Wゆみこ」が7:30 - 13:00に放送された。
  - 2008年以降は、特別番組「タナツカ賀正」が放送されていた（TOKYO FM送出の時間帯、ニュース、交通情報、天気予報、ラジオショッピングは通常通り）。
  - 2012年1月2日、3日は通常通り番組が放送された。
- 2013年3月29日 - 番組終了。

## 放送時間
- 2003年4月 - 2005年3月
7:28 - 9:00
- 2005年4月 - 2008年3月
7:28 - 9:30頃
Happy Deliveryのコーナー開始とCARAMEL POCKETの番組開始により30分拡大。
CARAMEL POCKETのパーソナリティとのクロストークによる番組枠またぎのステブレレス編成。
- 2008年4月 - 2013年3月
7:28 - 9:27
交通情報枠の新設により3分短縮。クロストークによるステブレレス編成廃止。

## パーソナリティ
| 時期        | 月曜       | 火曜       | 水曜       | 木曜       | 金曜               | 備考                   |
| ----------- | ---------- | ---------- | ---------- | ---------- | ------------------ | ---------------------- |
| 2003年4月 - | 寺田有美子 | 河村由美   | 杉山藍     | 神谷幸恵   | 榎木田智子         | 番組開始時点。         |
| 2004年4月 - | 榎木田智子 |            | 杉山藍     | 河村由美   | 寺田有美子         |                        |
| 2005年4月 - | 寺田有美子 | 寺田有美子 | 寺田有美子 |            | 廣木弓子           |                        |
| 2006年4月 - | 寺田有美子 | 寺田有美子 | 廣木弓子   | 寺田有美子 | 寺田有美子         |                        |
| 2007年4月 - | 寺田有美子 | 寺田有美子 | 廣木弓子   |            | 高原由香子         |                        |
| 2008年1月 - |            |            | 廣木弓子   |            | 高原由香子         | 寺田の退職に伴う変更。 |
| 2008年4月 - | 高原由香子 | 高原由香子 | 宮本淳子   | 宮本淳子   |                    |                        |
| 2009年4月 - | 高原由香子 | 高原由香子 | 宮本淳子   | 宮本淳子   | 東城佑香           |                        |
| 2010年4月 - | 高原由香子 | 高原由香子 | 宮本淳子   | 宮本淳子   |                    |                        |
| 2011年4月 - | 日下純     | 日下純     | 宮本淳子   | 宮本淳子   | 男性アナが初登場。 |                        |
| 2012年4月 - | 日下純     | 日下純     |            |            | 西連地あゆみ       | 番組終了時点。         |

## タイムテーブル
2013年2月時点。
- 7:28 - 7:33 - オープニング
- 7:34 - 7:40 - Brand-new Headline
中日新聞ニュース。
- 7:41 - 7:46 - Brand-new Eyes
最新曲を紹介。
- 7:47 - 7:49 - Brand-new Sports
スポーツニュース。
- 7:49 - 7:52 - Brand-new Traffic Information
道路交通情報とJR東海運行情報。
- 7:53 - 7:56 - Brand-new Weather Information
BGMは週替わり。
- 7:57 - 7:58 - Brand-new Stock
東京証券取引所における前営業日の日経平均株価とTOPIXの終値。
- 8:00 - 8:18 - Aラインネット枠（中西哲生のクロノスの8時台コーナー番組）
  - 8:00 - 8:08 - SUZUKI Breakfast News
  - 8:09 - 8:10 - 第一生命 武井咲「今日の一句」
  - 8:10 - 8:18 - Honda Smile Mission
- 8:20 - 8:30 - Honda cars Brand-new 10 minutes
最新のニュースと三面記事的なニュース。
- 8:31 - 8:39 - SUZUKI Brand-new Car Life
- 8:40 - 8:45 - K-MIX Traffic & Weather Information
通常の交通情報に加え、JR東海運行情報と駿河湾フェリー運航情報、天気予報には傘指数、洗濯指数などが加わる。
- 8:46 - 8:51 - Happy Delivery〜来々電〜
パート1・キーワードのお知らせ。
- 8:51 - 8:59 - 
曲を流し、届いたメッセージを紹介する。
- 9:00 - 9:03 - K-MIX HEADLINE NEWS
定時のニュース、別のアナウンサーが担当。
- 9:03 - 9:08 - 快適生活ラジオショッピング
- 9:08 - 9:20 - 
キーワードと届いたメッセージを紹介し、曲を流す。
- 9:20頃 - Happy Delivery〜来々電〜
パート2・キーワードに電話で答えると商品をプレゼント。
- 9:25頃 - エンディング
締めくくりに、次番組CARAMEL POCKETのパーソナリティとのクロストーク。
- 9:27 - K-MIX Traffic Information

## プレゼントコーナー
- リスナーへ直接電話をしてキーワードを答えると、日替わりの商品がプレゼントされる。
  - 前番組のK-MIX MORNING CUEでは、「デリシャス・コール」としてコーナーが続いていたが、番組打ち切りに伴い終了した。
  - 2005年4月より、寺田・廣木両アナウンサーの名前からとった「ユミコーリン」が開始し、2年ぶりに朝の番組でのプレゼントコーナーが再開した。
  - 以後、2007年4月に高原アナが加わり「ユカコーリン」、2008年4月から宮本アナが加わり「ジュンコーリン」とパーソナリティによってタイトルが変更されている。
  - 2009年4月にタイトルがリニューアルし、「Happy Delivery〜来々電〜」となった。新聞ラジオ欄、タイムテーブルの表記は「幸福的配達〜来々電〜」。

## 終了したコーナー
- Brand-new Fortune（今日の占い）
- FISIHNG HOLIDAY（釣果情報、2005年3月まで毎週金曜日）
- Brand-new Hits（日替わりのランキングコーナー）
- Brand-new Diary（過去に起こった「今日の出来事」を紹介、2009年3月まで）
- SUZUKI Brand-new Recommendation（2011年4月よりSUZUKI Brand-new Car Lifeに改題）